# Barrage de Koukoutamba
Le Barrage de Koukoutamba est une centrale hydroélectrique de 294 mégawatts (394 000 hp), de l'autre côté du fleuve Bafing, affluent du fleuve Sénégal, en république de Guinée.
La centrale électrique est en cours de développement par l'Organisation pour la mise en valeur du fleuve Sénégal (OMVS). L'OMVS vendra l'électricité aux quatre compagnies d'électricité membres de l'organisation.
Sinohydro, une société d'ingénierie et de construction hydroélectrique, détenue par l'État chinois, a remporté le contrat d'ingénierie, d'approvisionnement et de construction (EPC).
Le projet de 812 millions de dollars est financé par l'Exim Bank of China,.

## Emplacement
La centrale serait située dans la commune de Koukoutamba, dans la préfecture de Tougué, dans la région de Labé en Guinée. Koukoutamba est situé à environ 60 kilomètres ( Unité « 0 » inconnue du modèle {{Conversion}}.) par la route, au sud-est de Tougué le chef-lieu de la préfecture. C'est environ 152 kilomètres ( Unité « 0 » inconnue du modèle {{Conversion}}.) par la route, à l'est de la ville de Labé. Koukoutamba est à environ 456 kilomètres ( Unité « 0 » inconnue du modèle {{Conversion}}.), par la route, au nord-est de la ville de Conakry, la capitale du pays.

## Aperçu
Le barrage proposé de Koukoutamba servira à plusieurs fins. En plus de générer 294 mégawatts d'énergie renouvelable propre, il créera un réservoir capable de stocker 36 000 000 000 mètres cubes ( Unité « 0 » inconnue du modèle {{Conversion}}.) d'eau. L'eau qui y est stockée contribuera à générer des bénéfices dans les domaines de l'eau potable, de l'agriculture, de l'élevage, de la pêche et du transport fluvial.
L'énergie produite ici sera partagée à parts égales entre les quatre compagnies d'électricité des États membres de l'OMVS, l'entité qui développe et possède le barrage et la centrale.

## Coûts de construction et financement
Le contrat d'ingénierie, d'approvisionnement et de construction (EPC) pour ce projet a été attribué à Sinohydro, la société chinoise d'ingénierie et de construction hydroélectrique appartenant à l'État. Le budget de construction a été rapporté à 812 millions de dollars,.
Les fonds de construction seront empruntés à l'Exim Bank of China. Une fois lancée, la construction devrait durer quatre ans,,.

## La possession
Le tableau ci-dessous illustre les sociétés de services publics d'électricité membres de l'Organisation pour la mise en valeur du fleuve Sénégal (OMVS), l' Autorité d'aménagement du bassin du fleuve Sénégal, qui possède et développe la centrale hydroélectrique de Koukoutamba,.
| Rang | Utilitaire                                             | Domicile   | Part dans la centrale hydroélectrique de Koukoutamba | Remarques |
| ---- | ------------------------------------------------------ | ---------- | ---------------------------------------------------- | --------- |
| 1    | Société nationale d'électricité du Sénégal ( Senelec ) | Sénégal    | 73,5 MW                                              | ,         |
| 2    | Électricité de Guinée ( EDG )                          | Guinée     | 73,5 MW                                              | ,         |
| 3    | Société mauritanienne d'électricité ( Somelec )        | Mauritanie | 73,5 MW                                              | ,         |
| 4    | Énergie du Mali ( EDM )                                | Mali       | 73,5 MW                                              | ,         |